# Sven Lundkvist
Sven Edvin Lundkvist, född 6 december 1927 i Gagnef, död 7 januari 2017 i Uppsala, var en svensk historiker och riksarkivarie.

## Verksamhet
Lundkvist disputerade 1960 i historia vid Uppsala universitet på avhandlingen Gustav Vasa och Europa: svensk handels- och utrikespolitik 1534–1557. Han blev därefter docent vid Uppsala universitet 1960–1964, vid Stockholms universitet 1964–1972, och sedan universitetslektor vid Uppsala universitet 1972–1976. Han var professor i historia vid Umeå universitet 1976–1979, och därefter riksarkivarie 1979–1991.
Hans historiska forskningsområden var främst Vasatidens historia samt de svenska folkrörelsernas historia under 1800-talet och det tidiga 1900-talet. Som riksarkivarie verkade han för arkivens modernisering genom bland annat arkivlagen, digitala arkivsystem, samt internationellt arkivsamarbete. Lundkvist var  styrelseledamot i många föreningar och statliga utredningar.  Han var ordförande i Svenska Arkivsamfundet 1980–1991, och var även ordförande i Uppsala missionsförsamling 1968–1976.
Lundkvist invaldes i Kungliga Vitterhets Historie och Antikvitets Akademien år 1981.

## Utmärkelser
- Hedersledamot av Gustav Adolfs Akademien 1985
- Hedersledamot av Skytteanska samfundet 1987